# Ken Ireland
Ken Ireland (* 2. Januar 1952 in Rosetown, Saskatchewan) ist ein ehemaliger kanadischer Eishockeyspieler, der während seiner aktiven Karriere unter anderem für die Providence Reds in der American Hockey League gespielt hat.

## Karriere
Ken Ireland spielte von 1969 bis 1971 für die Estevan Bruins in der Western Hockey League. Die Saison 1971/72 verbrachte er bei den New Westminster Bruins, wo er in 68 Spielen auf 71 Punkte kam. Beim NHL Amateur Draft 1972 wurde er von den New York Rangers in der sechsten Runde an Position 95 ausgewählt. Doch er schaffte nie den Sprung in die National Hockey League und spielte in der Saison 1972/73 für die Providence Reds in der American Hockey League. Dort kam Ireland in 25 Spielen zum Einsatz und erzielte neun Punkte. Die nächsten zwei Jahre ging er in der Central Hockey League für die Omaha Knights und Albuquerque Six-Guns aufs Eis.
Anschließend folgte 1974/75 ein Engagement bei den Long Island Cougars in der North American Hockey League. Danach spielte Ireland noch für die Roanoke Valley Rebels in der Southern Hockey League und Kimberley Dynamiters in der WIHL, ehe er seine Karriere im Alter von 26 Jahren frühzeitig beendete.